# Château d'Excideuil
Le château d'Excideuil est un ancien château fort dont l'origine remonte au XIIe siècle, remanié à plusieurs reprises, qui se dresse sur la commune française d'Excideuil dans le département de la Dordogne, en région Nouvelle-Aquitaine.
Le château fait l'objet d'un classement au titre des monuments historiques.

## Localisation
Le château se situe en Périgord vert, au nord-est de Périgueux, en bordure de la route départementale 705 (ancienne route nationale 705), proche des confins du Limousin. Il est implanté sur un rocher au sud immédiat de la commune d’Excideuil et au nord de la vallée de la Loue, dans le département français  de la Dordogne.
La partie orientale (logis et donjon) est une propriété privée et le reste, propriété de la commune d'Excideuil, est accessible en visite libre.

## Historique

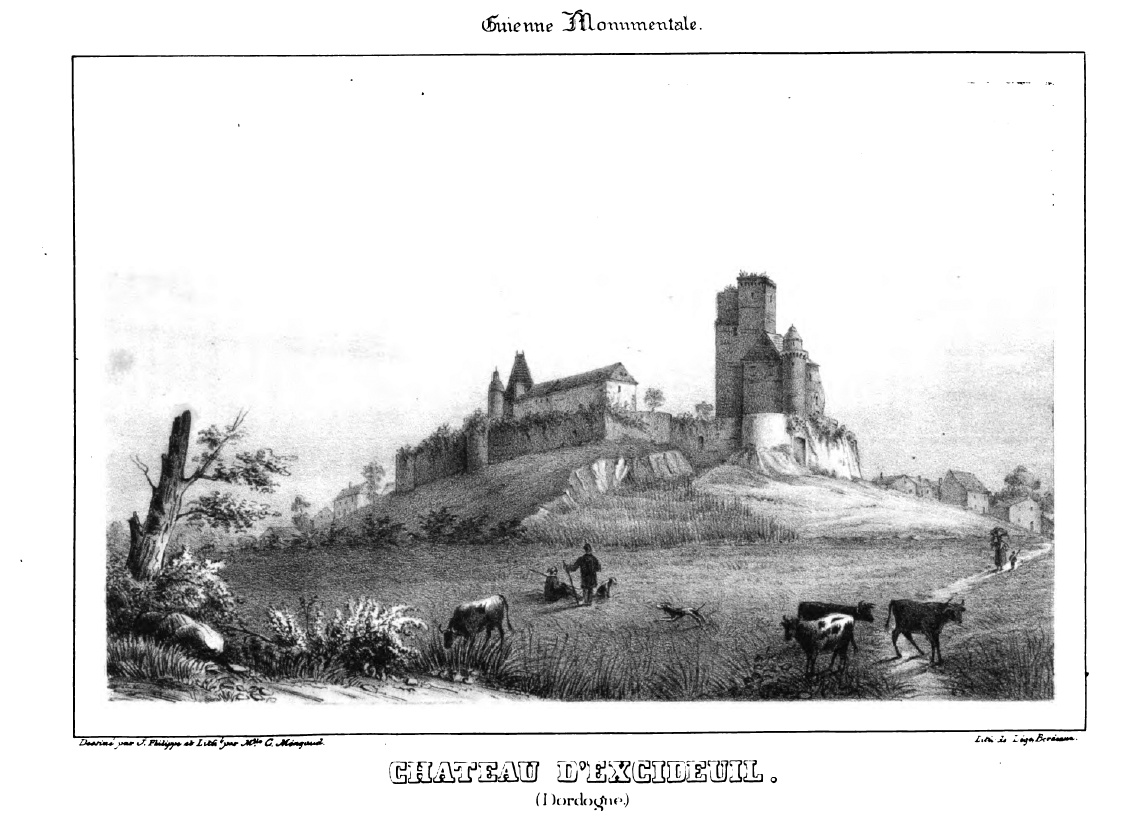
Le château en 1842.

Dès les XIe et XIIe siècles, les vicomtes de Limoges fortifient le site en faisant établir des murailles et un donjon pour surveiller la route qui relie Limoges à Périgueux par Saint Yrieix.
Le château d'Excideuil apparaît pour la première fois vers 1100 dans un acte de donation du vicomte Adémar à l'abbaye d'Uzerche. Dans la mesure où, entre 1037 et 1059, l'évêque de Périgueux, en lutte contre le comte de Périgord, inféode le château d'Auberoche au vicomte de Limoges, on peut supposer que la défense d'Auberoche n'était possible pour le vicomte de Limoges que si Excideuil était déjà fortifié.
Bernard de Comborn, doyen de l'oratoire de Saint-Yrieix, oncle et tuteur d'Adémar V, l'avait dépossédé du château d'Excideuil. En 1176, il est obligé de le rendre à son neveu en échange du château allodial de Salon.
Attaqué en 1182 et 1184 par les troupes anglaises menées par Richard Cœur de Lion, le château résiste. À la suite de la trahison du vicomte de Limoges Adémar V en 1199, Jean sans Terre se rendit maître de plusieurs châteaux de la vicomté. Le vicomte Gui V ne put récupérer les châteaux d'Aixe, Chalucet, Thiviers et Excideuil que vers 1210-1211.
En 1303, le château reçoit la visite du roi de France Philippe le Bel, et l'année suivante celle du futur pape Clément V.
Lors de la guerre de Cent Ans, après avoir résisté à un assaut en 1346, il connaît l'occupation anglaise en 1351. Libéré en 1356 puis rendu aux Anglais en 1360, en application du traité de Brétigny, il est repris par les troupes de Du Guesclin en 1370.
Durant les guerres de Religion, le château, toujours sous l'apanage des vicomtes de Limoges, appartient à Jeanne d'Albret, du côté des catholiques. En 1574, il passe aux mains des protestants qui en sont chassés l'année suivante.
En 1582, le vicomte de Limoges n'est autre que Henri III de Navarre, le futur roi Henri IV de France. Il vend la châtellenie d'Excideuil au comte François de Pérusse des Cars.
Par mariage, le château  passe à la famille de Talleyrand-Périgord. La terre d'Excideuil est érigée par Louis XIII en marquisat, en 1613,.
Délaissé par ses nouveaux propriétaires qui transfèrent les objets et mobiliers de valeur dans leur château de Chalais, en Charente, le château se dégrade.
En 1883, Hélie Roger de Talleyrand-Périgord lègue le château d'Excideuil aux hospices de Chalais.
En 1973, un incendie ravage les toitures du châtelet d'entrée,.
Lors du dernier quart du XXe siècle, la famille Naudet, nouveau propriétaire, entreprend des travaux de réhabilitation importants.

## Description

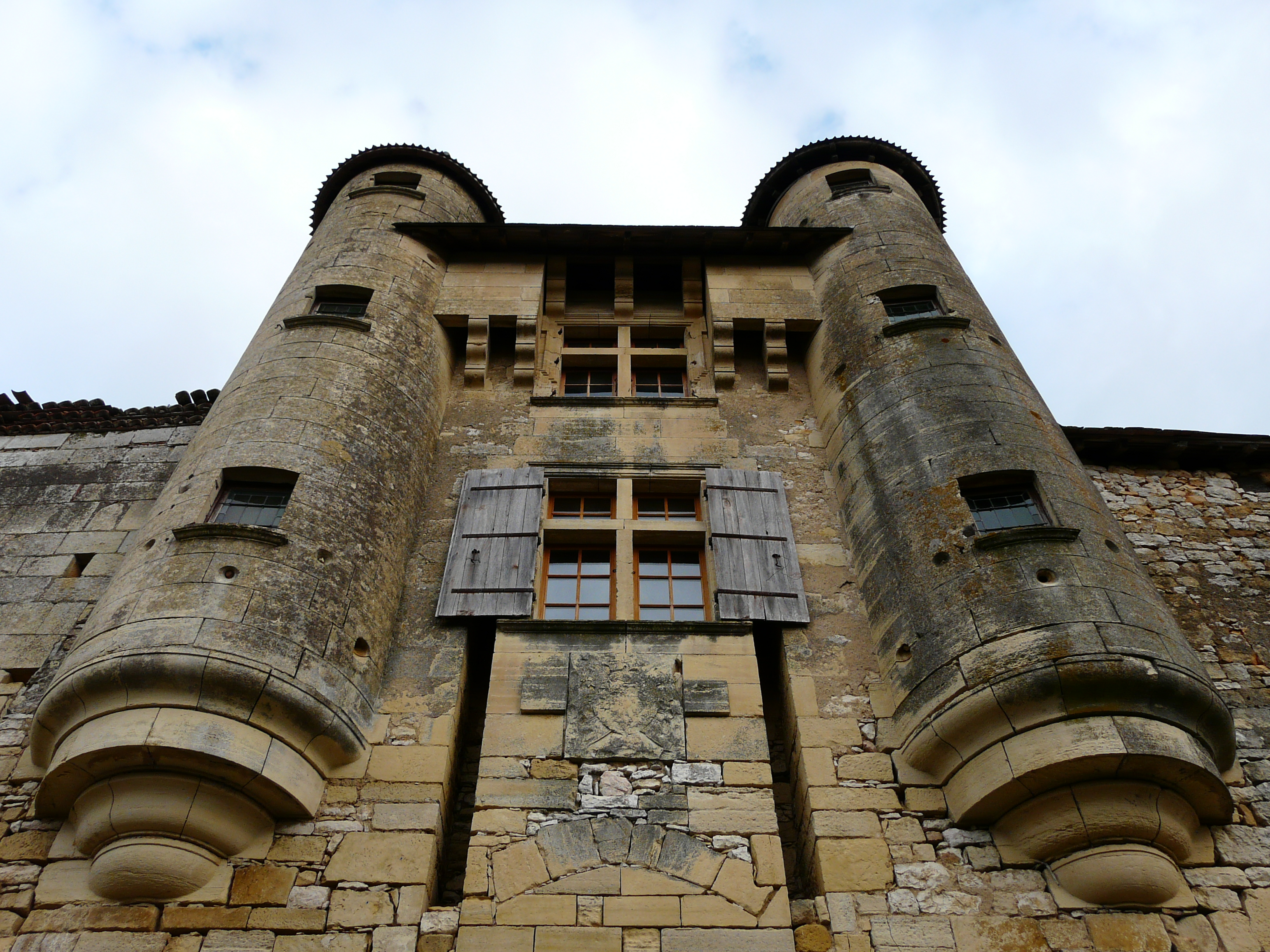
Les tourelles du châtelet d'entrée.

Le château est assis sur une butte rocheuse de forme ovale, presque verticale, longue d'environ 150 m dans le sens nord-sud et moitié moindre dans le sens est-ouest. Le relief naturel procurant déjà une belle défense, l'enceinte maçonnée, faiblement flanquée, se compose de deux parties distinctes, la basse-cour des chevaliers au sud et la haute-cour des vicomtes au nord. Le village se dressant en contrebas.
À l'est, le donjon et le logis surplombent la vallée de la Loue de façon abrupte, le rocher ayant été taillé de façon à empêcher les assauts.
Le donjon se compose en fait de deux tours carrées des XIIe et XIIIe siècles reliées entre elles par un haut mur, vestiges du logis vicomtal.
Le logis seigneurial daté des années 1582-1587, a vu son emprise au sol doublée lors de la reconstruction d'une aile à la fin du XXe siècle, lui redonnant en partie sa proportion d'antan. La partie reconstruite l'a été dans le style Renaissance, avec des fenêtres à meneaux afin de conserver l'harmonie avec la partie subsistante qui a conservé une petite tour d'angle cylindrique abritant un escalier en vis. Une chapelle complète cet ensemble.
Dans la basse-cour, appuyés sur la courtine se dressaient les logis des chevaliers résidents ; les milites castri. Seuls ceux qui s'appuient sur la courtine sud-ouest ont été conservés.
Au sud-ouest, le châtelet d'entrée à pont-levis qui date des XIVe et XVe siècles a été remodelé par Nicolas Rambourg, l'architecte du château de Hautefort, vers 1580,. Il est encadré par deux tourelles décoratives, et précédé d'une barbacane.

## Protection aux monuments historiques
Le château fait l'objet en totalité d'un classement au titre des monuments historiques par arrêté du 11 juillet 2014 ; les deux arrêtés d'inscription précédents, des 6 janvier 1927 et 18 mars 2013 ont été abrogés.

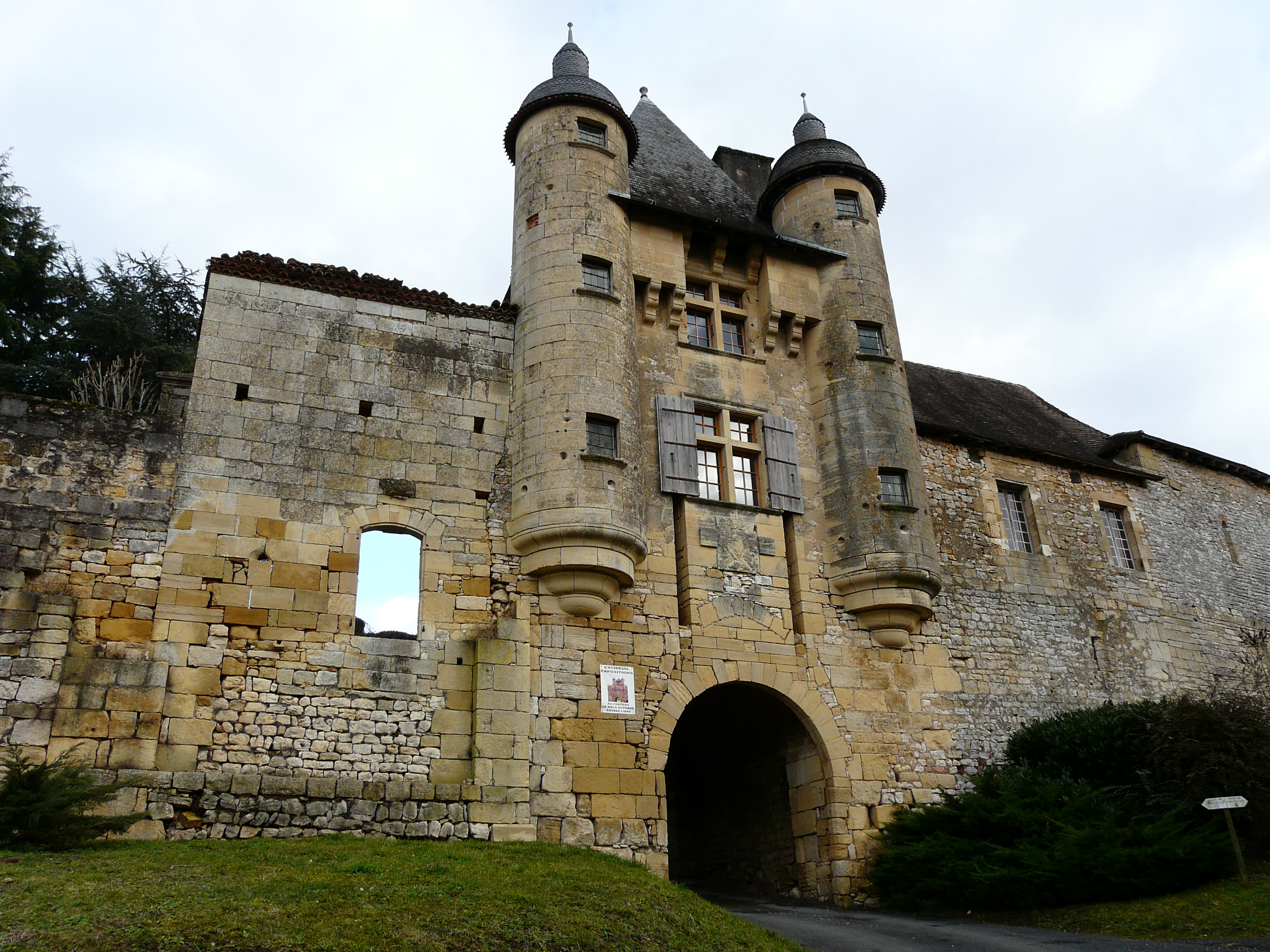
Le châtelet d'entrée.
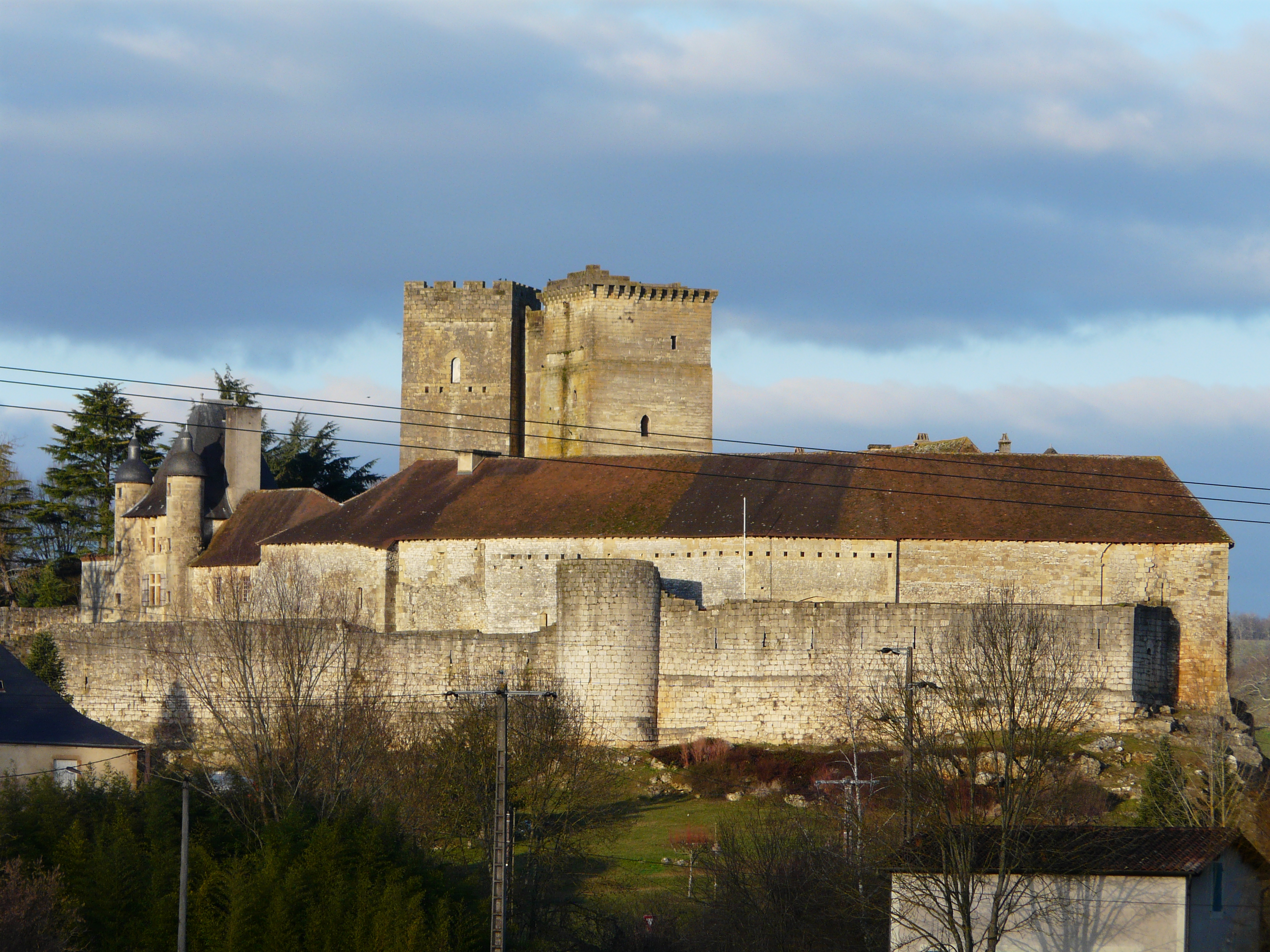
Les fortifications côté sud-ouest.
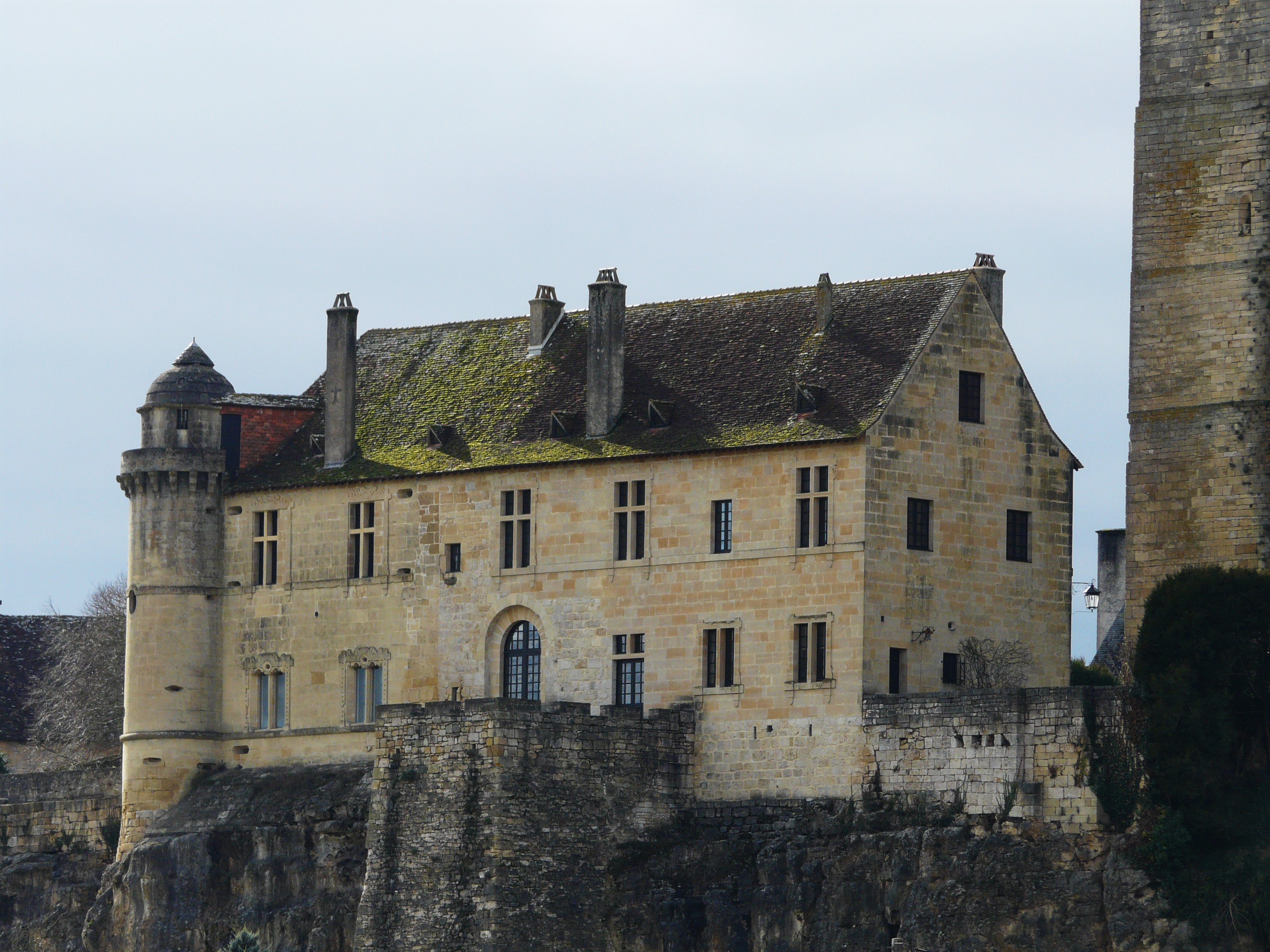
Côté est, le logis.
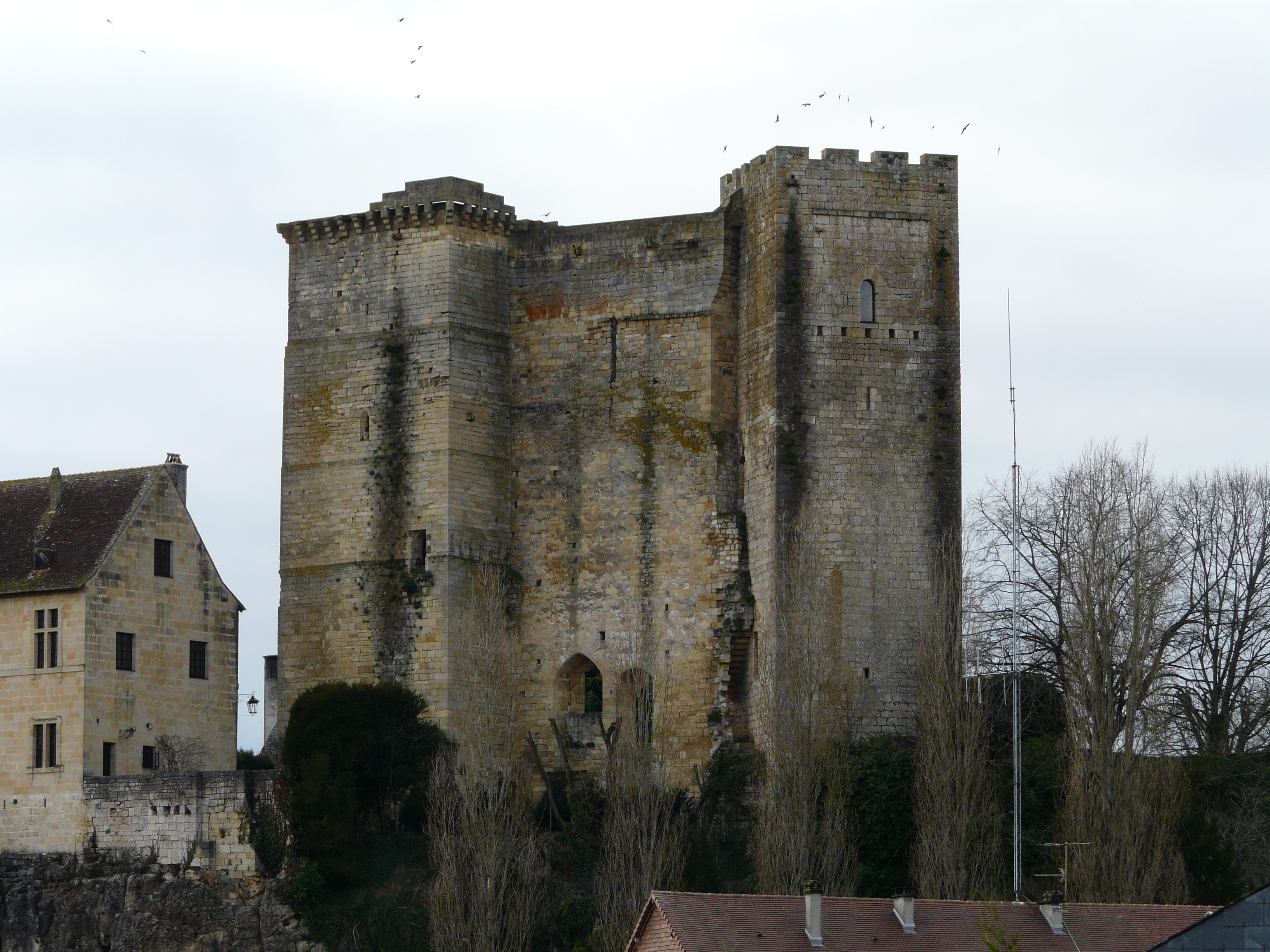
Côté est, le donjon.